# Aeroportul Chokwé
Aeroportul Chokwé (IATA: TGS) este un aeroport din Chokwé, Chókwè⁠(d), Provincia Gaza, Mozambic ce deservește zona Chokwé.
aeroportul dispune de o singură pistă.